# Møllerprivilegium
Møllerprivilegium var et kongeligt privilegium, der blev tildelt som en næringsret (koncession), der sikrede mølleejeren en god, fast indtægt.  Christian 5.’s Danske Lov af 1683 påbød kronens bønder at få malet deres korn på angivne møllebrug, som fortrinsvis var kronens eller godsernes møller. I litteraturen omtales denne ordning som mølletvang. 
Møllerne var typisk givet i fæste, som er en juridisk kontrakt mellem ejeren og udøveren af erhvervet.
 I Slesvig-Holsten var mølletvangen  udstrakt til at omfatte alle bønder. 

## Betaling for maling af korn
Danske Lov af 1683 giver udførlige anvisninger på den løn, møllerne kunne tage for malingen af kornet.
Møllerens løn udgjorde 1 pot eller ca. 1/18 af hver skæppe korn, svarende til 5,5 % af det indleverede korn, men heri indgik også den skat, som møllen skulle udrede til Kongen (staten).  
Kornet blev udmålt med et autoriseret told-kopmål med Chr. 5’s seglmærke.  
Til gengæld for næringsretten skulle mølleren selv udrede skat af den mængde korn, han toldede. Toldeafgiften i korn var uændret fra Erik af Pommern og indtil 1917, hvor den blev afløst af penge.

## Den danske møllerevolution
I kølvandet på 1849 grundloven blev de gamle møllers monopol ophævet med virkning fra 1. januar 1862, hovedsagelig båret af selvejerbøndernes ønske om selv at kunne etablere gårdmøller eller i det mindste selv at kunne vælge, hvilken mølle de ville søge. 
De stigende kornudbytter og behovet for en større møllekapacitet til formaling af svinefoder forklarer den store vækst i antallet af vindmøller fra 1862 og frem. 
Vindmøllens snurren, selv om natten, blev derfor højt besunget af kunstnere som forfattere som et sindbillede på tidens vækst og fremgang.
Alligevel skulle det snart vise sig at man fik bygget mange flere møller end nødvendigt, og mange af dem blev hurtigt nedlagt igen. Fra 1.800 møller i 1840 til 2.000  møller i 1860 og 2.800 møller omkring 1900.